# EXchangeable Faceted Metadata Language
eXchangeable Faceted Metadata Language (XFML) ist ein offenes XML-Format für die Veröffentlichung von Metadaten und Indizes. Man kann XFML dazu nutzen, Hierarchien und Strukturen über Seiten auf einer Website zu erzeugen.
Siehe auch: Topic Map